# Língua caapor
O caapor, também denominado como urubu (nome considerado pejorativo), kaapor, ka'apór, kaaporté ou urubu-kaapor, é uma língua indígena brasileira adotada somente pelos caapores, apesar de outros grupos étnicos a falarem como segunda língua. Ela possui cerca de 1500 falantes e é classificada como estável.
Por cerca de 300 anos, os caapores viveram no Pará, entre os rios Tocantins e Xingu. Atualmente, eles habitam a Terra Indígena Alto Turiaçu, demarcada em 1982 e localizada na Amazônia Legal.
Pertencente à família linguística tupi-guarani do ramo setentrional, o caapor não se assemelha às demais línguas tupi-guaranis de sua região geográfica, como a teneteara. Ele possui maior relação com o oiampi, falado do outro lado do Rio Amazonas numa distância de 900km.
Em razão de uma elevada taxa de surdez em sua população, os caapores desenvolveram uma língua de sinais própria, a
língua de sinais caapor brasileira, a qual é utilizada por ambos surdos e parte dos não-surdos da comunidade.

## Etimologia
O nome endônimo da língua é homônimo ao de seu povo, ka’apor. Seu significado aparenta ser derivado de ka’a-pypor (“pegadas na [ou da] mata”), de ka’porté (“os verdadeiros moradores da mata”) ou  expressar “moradores da mata”, sendo ka'a o termo para "mata" em caapor. Entretanto, essa última expressão é melhor representada por ka’apehar, o qual é utilizado pelos caapores para se referir aos seus vizinhos Guajá.
A denominação urubu é um exônimo criado por portugueses e brasileiros no século XIX. Ele traça um paralelo entre um costume desse povo e do animal urubu: os caapores comem uma caça reunidos até que restem somente os ossos, o que se assemelharia a um grupo de urubus. Há também a defesa de que esse título é oriundo dos Tembé, os quais podem ter usado ao se referirem aos Ka’apor como urubu tapii (“abutre bárbaro”), e que foi assimilado com o tempo pelos regionais.

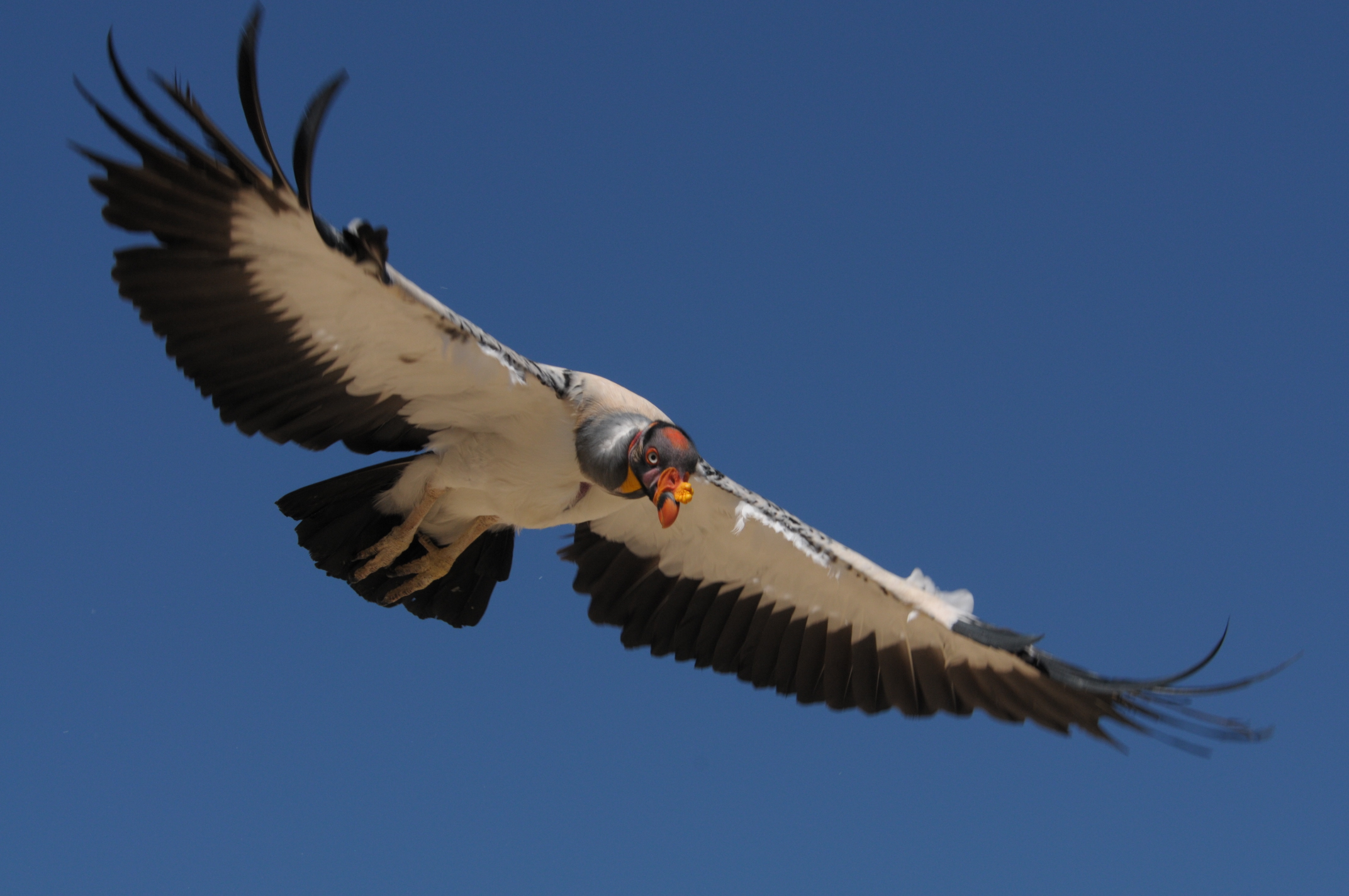
Urubu-rei voando, Brasil

Esse nome perdurou hegemonicamente até provavelmente o contato mais direto desse grupo com os caraí (“não-índios”, em caapor). Na concepção dos caapores, o paralelo com a ave urubu-rei aponta para um símbolo de prestígio e força, uma vez que esse pássaro voa mais alto do que demais urubus e em sua mitologia é um ser valorizado . Todavia, ao perceberem o sentido depreciativo configurado à figura desse animal em outras culturas, sobretudo a brasileira, houve o declínio do emprego desse termo.
Quanto às designações hifenizadas Urubu-Kaápor e Urubu-Caápor, elas foram introduzidas por indigenistas brasileiros na década de 50 numa tentativa de padronizar a grafia dos nomes de grupos nativos na etnologia. Atualmenta, a tendência é simplesmente utilizar o termo ka’apor em razão da conotação negativa de urubu.

## Distribuição

### Distribuição geográfica
Atualmente, os caapores estão distribuídos em 12 aldeias ao longo de 5.301km2, majoritariamente no norte do Maranhão e em menor ocorrência no Pará.

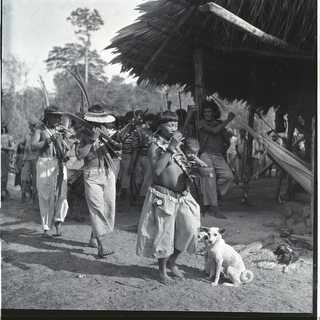
Caapores na Festa da Nominação (1951)

Nas aldeias Xié Pyhún Rená, Waxingí Rená e Parakuy Rená, o caapor ainda é a primeira língua. Enquanto os mais velhos permanecem majoritariamente monolíngues, o português tem maior difusão entre os jovens,  sobretudo quando esses estão fora das aldeias. A aldeia Sítio Novo, localizada à margem do Rio Gurupi, começou a substituir gradativamente o caapor pelo português.
Eles estão concentrados na Terra Indígena Alto Turiaçu, encontrada na divisa entre esses estados, de modo a vivenciarem constantes alterações de jurisdição: ora estão sobre o setor administrativo da FUNAI maranhense, ora, paranaense. Os limites territorias da Terra Indígena Alto Turiaçu são o rio Gurupi (ao norte), os afluentes meridionais do rio Turiaçu (ao sul), o Igarapé do Milho (a oeste) e a linha no sentide noroeste-sudeste quase paralela à rodovia BR-316 (a leste).
Contudo, seus antepassados remontam a um centro amazônico Tupi-Guarani, localizado entre o baixo Tocantins e o Xingu por pelo menos 300 anos, cujos habitantes nativos eram conhecidos na época como os Pacajás. Os oiampi, que se deslocaram depois para o norte, e os amanaiés são outros grupos oriundos desse centro. Devido a conflitos com colonizadores luso-brasileiros e outros povos indígenas, os caapores deslocaram-se para sua localização atual, no final do século XIX, via o rio Gurupi.

### Línguas relacionadas
A migração do povo não gerou fortes divergências na língua dos grupos originários das aldeias da bacia do Turiaçu e os da bacia do Gurupi. Somente pequenas diferenças léxicas e livres variações podem ser notadas entre suas falas. Embora, segundo alguns acadêmcios, os dialetos da língua sejam minimamente desenvolvidos, existem variações fonéticas que marcam falantes específicos de determinadas aldeias.
Essa distinção representa um empencilho na organização de materiais didáticos na língua devido à ausência de um acordo ortográfico de vocábulos do kaapor. Por exemplo, há aqueles que empregam a variedade renda ("lugar") e os que possuem a variedade rena. Em certos termos existe também a preferência pelo uso das vogais nasais para determinadas aldeias, enquanto outras optam pelas orais.
Alguns estudiosos afirmam que o caapor não se aproxima das demais línguas Tupi-Guarani utilizadas por grupos de localização próxima, Tembé e Guajá. Em contraposição, outros acadêmicos defendem que há uma associação lexical e fonética com o Guajá.
Considerando a possível origem comum de ambos, é provável que o kaapor possua maiores relações históricas com a língua oiampi, falada no outro lado do rio Amazonas numa distância de 900 km. Entretanto, nos últimos 300 anos, elas foram fortemente influenciadas por outras línguas - como a língua geral amazônica para os caapores e as línguas carib setentrionais para os oiampi -e são mutuamente incompreensíveis atualmente. Uma distinção notável entre elas, por exemplo, é a tonicidade: as palavras do caapor são predominantemente oxítonas, do oiampi, paroxítonas.
Além disso, há afinidades com a língua zoé, do norte do Pará. Entre elas, destacam-se a palatalização forte dos reflexos do Proto-Tupo /k/ quando precedidos de i, a queda da marca da terceira pessoa na maioria das formas verbais com mais de duas sílabas e a marca dos relacionais de não-contiguidade nesses contextos.
Os caapores utilizam também a Língua de sinais caapor brasileira. Ela foi criada por esse povo sem influência externa e somente eles a usam.

## História
Diversos encontros entre os caapores e a sociedade luso-brasileira foram documentados ao longo da história, sendo a maioria deles de caráter violento. Em 1911, quando as autoridades brasileiras tentaram "pacificá-los" pela primeira vez, eles eram considerados um dos povos nativos mais hostis no país. Antes de 1820, eles podem ter tido relações pacíficas irregulares com os caraí, visto seu folclore e a forte influência da Língua Geral Amazônica, que era falada por missionários e por vários do Pará nos séculos XVIII e XIX.
Em 1928, os conflitos entre os grupos encerraram-se e passou a ser ter um convívio maior com modos ocidentais. Atualmente, a maioria dos caapores habita áreas mais próximas de centros urbanos e tem contatos constantes com as cidades de Paragominas (PA) e de São Luiz (MA). A língua é ainda a predominante na comunidade, porém o português tem ganhado destaque, sobretudo com os mais jovens.

## Fonologia
A maioria dos estudiosos dessa língua identifica 15 fonemas consonantais e 11 fonemas vocálicos, dentre os quais seis são orais e cinco, nasais.

### Consoantes
|             | Labial | Alveolar | Palatal | Velar | Glotal |
| ----------- | ------ | -------- | ------- | ----- | ------ |
| Oclusiva    | p      | t        |         | k kw  | ʔ      |
| Fricativa   |        | s        | ʃ       |       | h      |
| Nasal       | m      | n        |         | ŋ ŋw  |        |
| Tepe        |        | ɾ        |         |       |        |
| Aproximante | w      |          | j       |       |        |

### Vogais
Existe uma inconsistência entre as análises fonológicas do caapor, sobretudo quanto os fonemas vocálicos.
Os acadêmicos que apontam para 11 fonemas vocálicos os organizam da seguinte forma:
|            | Anterior | Central | Posterior |
| ---------- | -------- | ------- | --------- |
| Alta       | i        | ɨ       | u         |
| Média-Alta | e        |         | o         |
| Baixa      |          | a       |           |

|            | Anterior | Central | Posterior |
| ---------- | -------- | ------- | --------- |
| Alta       | ĩ        |         | ũ         |
| Média-Alta | ẽ        |         | õ         |
| Baixa      |          | ã       |           |

Aqueles que descrevem 12 fonemas vocálicos os categorizam na seguinte tabela:
|        | Anterior | Central  | Posterior |
| ------ | -------- | -------- | --------- |
| + Alta | /i/ /ĩ/  |          | /ũ/ /u/   |
| - Alta | /e/ /ẽ/  | /ɨ/ /ɨ~/ | /o/ /õ/   |
| Baixa  |          | /a/ /ã/  |           |

Os estudiosos que defendem a existência de 13 vogais, sendo 7 orais e 5 nasais, usam o quadro a seguir:
|             | Anterior | Central | Posterior |
| ----------- | -------- | ------- | --------- |
| Alta        | i ĩ      | ɨ       | u ũ       |
| Média-Alta  | e ẽ      | ɨ       | o õ       |
| Média-Baixa | ɛ        |         | ɔ         |
| Baixa       |          | a ã     |           |

Laringalização vocálica: Todas as vogais têm variantes laringalizadas quando precedidas ou seguidas de oclusiva glotal. Exemplo: [kɔʔ'ʔõʔ] ("latejar") /ko'ʔõ/.
Nasalização vocálica: Todas as vogais orais podem ocorrer nasalizadas, com maior ou menor grau de nasalidade, quando em contexto nasal. Exemplo: [pĩ'nim]~[pi'nim] ("pintado") /pi'nim/.

### Intonação
A língua caapor apresenta uma predominância da ocorrência de maior intensidade expiratória na última sílba da palavra quando se tem duas ou mais sílabas. Há poucas palavras cuja intensidade expiratória recai na penúltima sílaba. 

## Ortografia
O alfabeto latino é utilizado para codificar as línguas tupi, pois elas não apresentavam um sistema de escrita até a chegada dos europeus. Assim, ele não é uma boa representação dos fonemas dessas línguas. No caso do caapor, há a dificuldade de não haver um consenso dos fonemas existentes e um acordo ortográfico. Assim, os dicionários disponíveis e usuários da ortografia caapor apresentam inconsistências significativas em certas palavras, que são exemplificadas na tabela a seguir:
| Português  | Escrita 1 | Escrita 2 | Escrita 3 | Escrita 4 | Escrita 5 | Dicionário (1988) | Transcrição fonética |
| ---------- | --------- | --------- | --------- | --------- | --------- | ----------------- | -------------------- |
| Caranguejo | tamẽ      | tame      |           |           |           | tame              | [ta'mɛ]              |
| Eu         | lhẽ       | lhen      | lhe       |           |           | ilhẽ              | [i'hɛ]               |
| Preto      | pi'hũ     | pihum     | pihu      | pihún     | pihú      | pihun             | [pi'hũ]              |
| Cobra      | mói       | moi       | boi       | mo-i      | moy       | mbói              | [mɔj ~ mbɔj]         |
| Jabuti     | jaxi      | iaxi      |           |           |           |                   |                      |

Um dos motivos para a variação é o contexto da coleta de dados para os estudos existentes, como quais aldeias participaram e quem foram os informantes. Em 2011, uma assembleia com caapores de várias aldeias vizinhas expôs a pesquisadores que sua linguagem e sua escrita são diferentes daquilo oficializado em artigos acadêmicos, que foram obtidos pela análise de poucas aldeias. Há a defesa da necessidade de uma revisão ortográfica para que ela contemple a realidade fonológica da língua e facilite a criação de materiais didáticos para a língua.

## Gramática
Os prefixos relacionais e os prefixos pessoais são os únicos morfemas flexionais da língua. Dentre as classes abertas em caapor, verbos, substantivos e adjetivos, somente o primeiro grupo pode ser determinado por meio de critério morfológico, no caso, os prefixos pessoais. A distinção entre substantivos, posposições e adjetivos não pode ser dada pelos relacionais, que estão presentes em todas essas classes. A morfologia flexional do caapor é o único critério para distinguir verbos das demais classes flexionáveis.

### Pronomes

#### Pronomes pessoais
No caapor, os pronomes de primeira, de segunda e de terceira pessoa são divididos em dois grupos: os pronomes de pessoa, que contêm a primeira e segunda pessoa, e os pronomes de não-pessoa formado pela terceira pessoa.
| Pronomes de pessoa | Pronomes de não-pessoa |
| ------------------ | ---------------------- |
| ihẽ - "eu"         | aʔɛ - "ele/ela"        |
| nɛ - "tu"          | aʔɛ ta - "eles/elas"   |
| janɛ - "nós"       | ŋã - "o pessoal"       |
| pehẽ - "vós"       |                        |

O primeiro grupo é caracterizado por pertencer à locução “eu” e “tu”, que é sempre dêitica (seu referente só pode ser determinado em relação à situação dos interlocutores). Em comparação, o outro tipo não faz parte da relação enunciativa “eu-tu” e, geralmente, sua função é anafórica (seu referente depende de uma outra expressão mencionada no texto).
Essa separação é justificada pelos contextos gramaticais dos pronomes de não-pessoa:
- Seu uso anafórico distingue-se do uso dêitico dos pronomes de primeira e segunda pessoa. Ele sempre faz remissão a sintagmas determinantes constituídos de sintagmas nominais já mencionados anteriormente no texto[30];
- O pronome de não-pessoa aʔɛ pode vir acompanhado da posposição -ɛhɛ ("por"), sendo utilizado como um conector junto com a posposição[31];
- O pronome de não-pessoa aʔɛ pode receber o sufixo de caso locativo (-p), o qual permite que esse pronome se torne um item dêitico[32];
- o pronome de não-pessoa pode vir seguido do clítico quantificador [.ta] assim como os pronomes demonstrativos ameʔɛ ("aquele") e amõ ("outro")[32].

Até recentemente, o caapor apresentava duas formas para indicar uma ação praticada por um grupo, semelhante ao "nós" de português. A partícula de pessoa yandé era de caratér inclusiva, ou seja, incluía o locutor, o interlocutor e outros; já a ore era exclusiva, de modo a incluir o locutor e outras pessoas, mas excluir o interlocutor. Atualmente, fala-se somente a forma jane para marcar a primeira pessoa do plural, seja inclusiva ou exclusiva.

### Substantivos
Nessa língua, nomes constituem uma classe aberta de palavras.
Uma característica do caapor e de outras línguas de seu ramo é a relação próxima entre a semântica e a pragmática, que reflete a concepção de mundo desses grupos. Mesmo possuindo crenças místicas, os caapores entendem a realidade de forma bastante concreta, por meio de possibilidades visíveis, lógicas e reais. Assim, certas expressões e associações são inconcebíveis dentro da lógica da etnia.
Na visão desse povo, há coisas cujas existências dependem de outras, de modo que essa relação deve ser marcada na língua. Os caapores fazem a distinção entre nomes dependentes - que ocorrem se determinados e são membros de um todo, como nomes das partes do corpo humano - e independentes (ou absolutos), que não necessitam de determinantes e são entididades  vistas como um todo, como nomes de plantas. Eles entendem que não é possível existir, por exemplo, um 'fio de cabelo' isolado, sem que tenha caído de alguém ou de algo. Alguns exemplos dessa lógica são:
| Forma em caapor | Tradução no português | Formação                    |
| --------------- | --------------------- | --------------------------- |
| lakang          | a cabeça dele         | l- (dele) -akang (cabeça)   |
| ihẽ ankã        | minha cabeça          | ihẽ (minha) -akang (cabeça) |
| hamũj           | seu avô/avô dele      | h- (seu/dele) -amũj (costa) |
| hãj             | seu dente/dente dele  | h- (seu/dele) -ãj (dente)   |

Os substantivos distinguem-se das posposições por serem flexionados pelo prefixo relacional R4(t-, h-, ∅-, ʔ-), que marca um determinante genérico e humano. Prefixos relacionais combinam com temas dependentes para marcar a contiguidade ou a não contiguidade dos seus respectivos determinantes.
| ihẽ ʔ-ok pe a-ʃo                    | ihẽ ihẽ t-amũj te pehẽ ŋi                            |
| 1Singular R4-casa em 1Singular-mov. | 1Singular 1Singular R4-velho verdade 2Plural Afetado |
| Eu estou em casa                    | Eu sou mais velho do que vocês                       |

Nomes combinam-se com sufixos endocêntricos para compor outros nomes. Esses sufixos são -hu (intensivo), -raʔr (atenuativo), '-ran (similitivo), -wam (prospectivo) e -ke (retrospectivo).
| Sufixo | Função                                             | Expressão              | Tradução em português                             |
| ------ | -------------------------------------------------- | ---------------------- | ------------------------------------------------- |
| -hu    | Intensificar as dimensões físicas de uma entidade  | tanʔɨn-hu              | Meninão/Rapaz ("criança + intensivo")             |
| -raʔɨr | Atenuar as dimensões físicas de uma entidade       | jawar- raʔɨr           | Cachorrinho ("cachorro + atenuativo")             |
| -ran   | Similar a                                          | murukuja-ran ∅-putɨr   | Parece flor de maracujá ("maracujá + similativo") |
| -wam   | Derivador de estado prospectivo de uma entidade    | ʔ-ok-wam ta kĩ         | Vai ser casa (casa + prospectivo)                 |
| -ke    | Derivador do estágio retrospectivo de uma entidade | meʔẽ ihẽ r-ok-ke ke rĩ | Isso já foi minha casa (casa + retrospectivo)     |

#### Reduplicação
O caapor dispõe da partícula hũ como advérbio intensificador de verbos ou adjetivos, como no caso u hũ ("comer muito"). Há também o fenômeno da reduplicação para abordar certos casos de natureza repetitiva, intensificada e/ou multiplicada, denominada como Panuha mokõi na língua e que pode ser usada para verbos, adjetivos e alguns substantivos. Alguns exemplos são:
- pihum pihum (pihum = preto): para bem escuro, muito preto;[43]
- hape hape (hape = listra): para representação de coisa de caráter listrado.[43]

### Verbos
No caapor, os verbos formam uma classe aberta e expressam processos, que são os estados ou as ações com as quais as substâncias manifestam sua existência.
Há somente o modo indicativo e o imperativo. Sua distinção é indicada em conjunto com a caracterização de pessoa por meio dos prefixos pessoais.
| Pessoa         | Modo Indicativo | Modo Imperativo |
| -------------- | --------------- | --------------- |
| 1ª do singular | a-              |                 |
| 2ª do singular | ere- re         | e-              |
| 1ª do plural   | ja-             |                 |
| 2ª plural      | pe-             | pe-             |
| 3ª             | o- ~ u- ~ ∅-    |                 |

Existem os verbos transitivos, os intransitivos e os posicionais.

#### Reduplicação
O caapor utiliza da estratégia morfológica da reduplicação para especificar quando o processo verbal é realizado várias vezes, sucessivamente ou repetidamente; ou realizado com intensidade. Exemplos desse emprego são:
- mixi mixi (mixi = virar): virar várias vezes; para quando se está assando alimentos, como o milho;[43]
- pinim pinim (pinim = pintar): para muito pintado; colorido;[43]
- 'u 'u ('u - comer): comer mais de uma vez; comer bastante.[43]

### Sentença
As orações declarativas apresentam cinco possíveis ordens: SOV, SVO, OSV, VSO, VOS. As duas primeiras são de maior frequência no caapor e há a ordem [SOV-auxiliar] quando a oração possui um auxiliar, que sempre segue o verbo lexical. 
Há especialistas que classificam o caapor como uma língua que contém somente o padrão nominativo/acusativo. Em comparação, outros defendem a existência de quatro tipos de alinhamento (o nominativo-absolutivo; o ergativo paciente; o intransitivo fluido e o neutro) e de de cinco subtipos de alinhamentos: nominativo-acusativo, ergativo-absolutivo/ergativo puro, ergativo ativo, tripartido e neutro.
O aliamento nominativo está conectado com a relação sintàtica de concordância verbal, por existir partículas ou marcas mofológicas para codificar os prefixos nomnativos. Os demais são motivados pelos prefixos relacionais   clítico – {r-, ∅-} e {i-, h-,
∅-} - nos verbos estativos, como o absolutivo, ou semanticamente por meio do [.kE] que se caracteriza por ser a marca do padrão absolutivo e papel-θ
[AFETADO] nos argumentos nucleares.

## Vocabulário
O texto a seguir é o mito caapor da origem da tartaruga pequena, chamada de Arakaka por causa dessa história, escrito conforme os fonemas..
| Conto em caapor                                                               | Tradução no português |
| ----------------------------------------------------------------------------- | --- |
| Arakaka r-ɛhɛ-har kɛ                                                          | A história de Arakaka |
| Arakaka maʔɛ ∅-kekar ɔ-hɔ rahã tapiʔir aʔɛ ∅-jukWa                            | Quando Arakaka foi caçar, ele matou a anta.                                                                              |
| tapiʔir r-ukWer aʔɛ ∅-ju-pɛ ∅-we-rur                                          | (Ele) trouxe carne de anta para eles mesmos (= parentes de Arakaka).                                                     |
| amõ ta u-kWa-ʔmɨ i-ʃɔ rĩ                                                      | Os outros (seus parentes) não sabiam que a carne era de Arakaka:                                                         |
| "tapiʔir r-ukWer tɛʔɛ" aʔɛ ta u-kWa-har                                       | “É mesmo carne de anta”, Eles (tinham) esse pensamento.                                                                  |
| amõ ta ∅-pandu i-pɛ "tapiʔir re-jukWa rɛ-ʃɔ naĩ?"                             | Os outros falaram para (Arakaka) “Onde tu mataste a anta?”                                                               |
| pɛ aʔɛ ∅-pandu ŋã ∅-pɛ "paitɛ ihẽ a-jukWa tapiʔir kɛ h-ukWɛr tɛʔɛ ihẽ a-r-ur" | E ele falou para o pessoal, "Eu matei a anta muito longe. Eu mesmo trouxe comigo mesmo a carne (da anta)”                |
| pɛ amõ ta ∅-pandu i-pɛ "mɨ ʃaŋWɛr kɛ?"                                        | E os outros perguntaram para (Arakaka), "Onde está o osso (da anta)?"                                                    |
| "paitɛ ihe a-jukWa aʔɛ r-ɛhɛ ihẽ ʃaŋWɛr a-rur-/ɨm"'                           | “Eu matei (a anta) longe. Por isso, eu não trouxe o osso”                                                                |
| pɛ amõ ta u-kWa "mija tɛʔɛ ∅-ʃɔ-ha mɨ?"                                       | E os outros pensavam, "O que está acontecendo?'" (Lit: Por que Arakaka não trouxe o osso, o coração e o fígado da anta?) |
| pɛ amõ sawaʔɛ ɔ-hɔ hakɛ r-upi                                                 | E um outro homem foi atrás de (Arakaka)                                                                                  |
| pɛ sawaʔɛ u-esak ∅-ɛhɛ                                                        | E o homem viu (Arakaka)                                                                                                  |
| pɛ Arakaka wasai r-ɔ kɛ ∅-mɔnɔk i-Sɔ pehir aʔɛ ∅-mujã tĩ                      | E Arakaka estava cortando a folha de açaí e ele fez uma cesta                                                            |
| pɛ wasai r-ɔ aʔɛ ∅-mo-u-p                                                     | E ele esticou a folha de açaí [Lit.: forrou o chão para colocar a carne]                                                 |
| ameʔẽ r-upi aʔɛ ∅-jɛrɛ ɔ-u                                                    | Ele (Arakaka) deitou em cima da folha de açaí                                                                            |
| pɛ aʔɛ h-kWɛr kɛ ∅-jupã jɛ                                                    | Dizem que ele cortava a carne (dele)                                                                                     |
| pɛ aʔɛ ∅-ahem ɔ-u jɛ                                                          | Dizem que ele estava deitado gritando                                                                                    |
| pɛ ameʔẽ sawaʔɛ ∅-jɨwɨr ɔ-hɔ                                                  | E aquele homem voltou (para a aldeia)                                                                                    |
| aʔɛ u-hɨk ɔ-hɔ                                                                | E ele, o homem, chegou                                                                                                   |
| pɛ aʔɛ ∅-panu ŋã ∅-pɛ "aʔɛ h-ukWɛr kɛ tɛʔɛ ∅-jupã i-ʃɔ"                       | E ele contou a (história de Arakaka) para o pessoal, "Arakaka cortou a carne (dele)”                                     |
| pɛ amõ ta ∅-panu apɔ ja-ʔu-ʔɨm h-ukWɛr-ran kɛ                                 | E os outros falaram, “Agora nós não comeremos mais a falsa carne de (Arakaka)”                                           |
| pɛ Arakaka u-hɨk u-wɨr jɛ                                                     | E disseram que Arakaka chegou na (casa deles)                                                                            |
| pɨtũ-wã rahã Arakaka u-hɨk                                                    | Quando foi no começo da noite” [Lit.: pˆtu)-wã: O que será noite], Arakaka chegou                                        |
| pɛ h-akeha ∅-panu i-pɛ "maʔɛ nɛ re-r-ur?"                                     | E a esposa (de Arakaka) disse para ele, "O que você trouxe consigo?”                                                     |
| tapiʔir r-ukWɛr ihẽ a-r-ur                                                    | “Eu trouxe comigo a carne de anta”                                                                                       |
| nɛ tɛʔɛ ∅-pɛʔa jɛ                                                             | “Dizem que você mente”                                                                                                   |
| pɛ arakaka-wã tɛʔɛ ɔ-hɔ                                                       | E (ele) foi aquele que será Arakaka [Lit.: E Arakaka transformou-se em uma tartaruga”]                                   |
| h-akehar ɔ-hɔ i-namõ tĩ                                                       | E a esposa (dele) se transformou também                                                                                  |
| pɛ ∅-upa                                                                      | Fim |